# MV Mwongozo
Le MV Mwongozo est un ferry naviguant sur le lac Tanganyika. Inauguré en 1979, il transporte à la fois des passagers et jusqu'à 80 tonnes de cargaison.
À l'origine, le bateau fut construit pour relier toutes les semaines le Burundi (Bujumbura) à la Zambie (Mpulungu) via la Tanzanie et la rive orientale du lac Tanganyika. Le trajet a été scindé en deux : le Mwongozo relie aujourd'hui Kigoma à Bujumbura (durée 11 à 14 heures), la partie sud du trajet étant assurée par le MV Liemba.
Outre cette liaison, le bateau est aussi souvent réquisitionné par le Haut Commissariat des Nations unies pour les réfugiés (HCR) pour déplacer des réfugiés. Par exemple, depuis le 12 avril 2007, des réfugiés ayant quitté le Congo au cours des années 1990 ont commencé à être rapatriés de Tanzanie vers leur pays d'origine, mouvement amené à se poursuivre dans les mois et années à venir.

Actuellement en 2012 le bateau a été loué par une compagnie pétrolière pour effectuer de la prospection sur le lac. De ce fait plus aucun ferry n'assure la liaison vers le Burundi, les traversées se font par bateaux-taxi. Le MV Liemba n'assure toujours que  la liaison vers Mpulungu.